# پیز دنتر
پیز دنتر (به لاتین: Piz Denter) یک کوه در سوئیس است که در کانتون گراوبوندن واقع شده‌است. پیز دنتر ۲٬۹۵۶ متر بالاتر از سطح دریا واقع شده‌است.